# Fayçal Bezzine
Fayçal Bezzine, né en 1964 à Tunis, est un acteur tunisien connu pour son rôle de Fouchika dans la sitcom à succès Choufli Hal.

## Biographie
Il obtient son premier rôle dans la série El Khottab Al Bab où il interprète Stayech, l'enfant adopté des Tammar, aux côtés de Mouna Noureddine et Raouf Ben Amor. Ensuite, il retrouve Noureddine dans la série télévisée Mnamet Aroussia. En 2003, il joue dans le feuilleton Chez Azaïez avant d'interpréter le rôle de Fouchika dans la série Choufli Hal et son téléfilm, ce qui le fait connaître au grand public.
Il est marié.

## Télévision
- 1996-1997 : El Khottab Al Bab de Slaheddine Essid, Ali Louati et Moncef Baldi : Stayech (Kmar Zaman Missaoui alias Kmayer)
- 2001 : Mnamet Aroussia de Slaheddine Essid et Ali Louati : Azaïez Chared
- 2003 : Chez Azaïez de Slaheddine Essid et Hatem Bel Hadj : Moez
- 2004 : Loutil de Slaheddine Essid et Hatem Bel Hadj : Assil
- 2005 : Café Jalloul de Lotfi Ben Sassi, Imed Ben Hamida et Mohamed Damak : Ezzedine alias Azza
- 2006-2009 : Choufli Hal (série) de Slaheddine Essid et Abdelkader Jerbi : Farid alias Fouchika
- 2009 : Choufli Hal (téléfilm) d'Abdelkader Jerbi : Farid alias Fouchika
- 2014 : Ikawi Saadek d'Amir Majouli et Oussama Abdelkader : Zarbout
- 2017 : Bolice 4.0 de Majdi Smiri et Zouhour Ben Hamadi : Abou Yaareb Moutiaa El Arfaoui
- 2019 : Zanket El Bacha de Nejib Mnasria : Wannas alias Ftila
- 2022 : Ken Ya Makenech (saison 2) d'Abdelhamid Bouchnak : Le Roi Fakher Touil

## Théâtre
- 1994 : Halwani Bab Souika de Bachir Drissi et Hamadi Arafa
- Carthage and After
- Marichal Ammar
- Le Clown et la robe de la princesse
- Le Voyage de Ghanney
- Continue
- La Révolution de la nature